# Amaxochitla
Amaxochitla är en ort i Mexiko.   Den ligger i kommunen Chichiquila och delstaten Puebla, i den sydöstra delen av landet, 220 km öster om huvudstaden Mexico City. Amaxochitla ligger 1 993 meter över havet och antalet invånare är 221.
Terrängen runt Amaxochitla är lite bergig. Runt Amaxochitla är det ganska glesbefolkat, med 36 invånare per kvadratkilometer. Närmaste större samhälle är Huatusco de Chicuellar, 10,0 km öster om Amaxochitla. I omgivningarna runt Amaxochitla växer huvudsakligen savannskog.